# ダイソーPresents 3時のヒロイン プチプラに恋してる
『ダイソーPresents 3時のヒロイン プチプラに恋してる』（ダイソープレゼンツ・3じのヒロイン・プチプラにこいしてる）は、中国放送（広島県ローカル）で、2022年10月9日から毎週日曜日11時45分から12時に放送されている、東広島市の大創産業提供による情報トーク番組である。

## 概要
本番組は、女性3人組のお笑いトリオ「3時のヒロイン」が、100円ショップのダイソーで実際に発売されている商品の中から、ハイクォリティーのあふれる「プチプラ」アイテムを毎週取り上げ、ダイソーのバイヤーや店員の解説・実演を交えながら紹介するというものである。
中国放送（広島ローカル）のみの放送ではあるが、同番組で放送された内容は一部編集され、日本国内のダイソーの大半の店舗で店内放送が行われている。
番組コンセプトには、「プチプラに"福"あり、プチプラに"夢"あり、プチプラで"かなで"てあげる15分」と称している。
2023年11月19日に番組初の公開収録イベントがイオンモール広島府中で行われた。

## 出演
- 3時のヒロイン（福田麻貴・ゆめっち・かなで）
- 大創産業バイヤー・店員

## コーナー
これらのコーナーはエンディングに放送されるので、ダイソー店内での放送はほぼない。
クイズ! 今週のかなでちゃん
放送開始から2023年9月頃までに放送されていたコーナー。この1週間にかなでに起こったことを出題。福田は適当にあしらいながら答える。福田が正解することはほぼ無かった。
今日のかなでベスト!
2023年10月頃より、上記のコーナーに代わって開始したコーナー。その日紹介された商品でかなでが一番欲しいと思った商品をクイズにする。上記のコーナーのリニューアル版である。